# Sofiane Feghouli
Sofiane Feghouli (nascut el 26 de desembre de 1989 a Levallois-Perret, França), és un futbolista algerià. És conegut per haver sigut jugador del València CF i del Galatasaray SK i internacional amb la selecció algeriana.